# 4. Korps Mostar

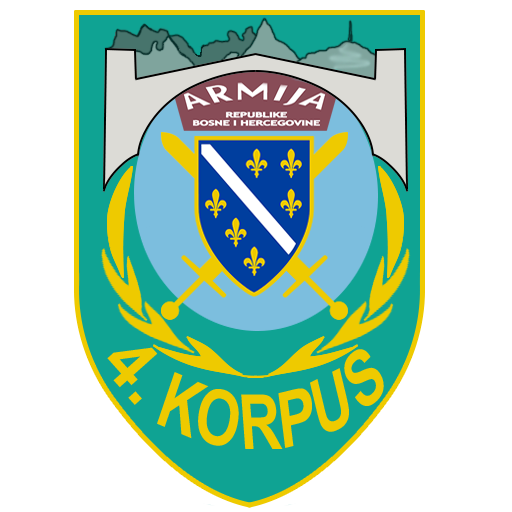
Abzeichen des 4. Korps Mostar

Das 4. Korps der Armee der Republik Bosnien und Herzegowina (bosnisch Četvrti korpus Armije Republike Bosne i Hercegovine) mit Sitz in Mostar, war eines von sieben Korps der bosnischen Regierungsarmee. Das 4. Korps wurde am 17. November 1992 zu Beginn des Bosnienkriegs aufgestellt.

## Einsatzgebiet
Das Einsatzgebiet des 4. Korps war hauptsächlich die Stadt Mostar und ihre Umgebung, aber auch Livno, Tomislavgrad, Konjic, Prozor und Jablanica.

## Kommandanten
- Arif Pašalić
- Sulejman Budaković
- Ramiz Dreković
- Mustafa Polutak
- Ramiz Tule

## Einheiten
- 41./441. slavna brigada – Mostar
- 42./442. brdska brigada – „Bregava“ – (Stolac, Dubravska visoravan – Čapljina)
- 43./443. brdska brigada – Konjic
- 44. /444. brdska brigada – Jablanica
- 45./445. brdska brigada – „Neretvica“ – Buturović Polje
- SB Prozor/446. brdska brigada – Prozor
- 48./448. brdska brigada – Blagaj
- 49./449. istočnohercegovačka brdska brigada – Potoci
- SB „Šargan“ – Gacko
- Specijalni odred policije – „Bosna 4“ – Mostar
- 4. muslimanska lahka brdska brigada – Konjic
- 450. lahka brigada Bijelimići
- Samostalni bataljon Drežnica